# Абдуллоев, Алишер
Алишер Абдуллоев (род. 21 августа 1993 года) — таджикский боец смешанных единоборств, представитель полулёгкой весовой категории. Принимал участие в турнирах таких промоушенов как Alash Pride, IMC. Выступает на профессиональном уровне с 2012 года. Является бойцом промоушена NFC.

## Статистика ММА
| Боёв 12         | Побед 9 | Поражений 3 |
| --------------- | ------- | ----------- |
| Нокаутом        | 1       | 1           |
| Сдачей          | 5       | 0           |
| Решением        | 3       | 2           |
| Другие          | 0       | 0           |
| Ничьи           | 0       | 0           |
| Не состоявшихся | 0       | 0           |